# IRB Junior World Rugby Trophy 2010
Die IRB Junior World Rugby Trophy 2010 war die dritte Ausgabe des gleichnamigen Wettbewerbs in der Sportart Rugby Union, der als Qualifikation zur Juniorenweltmeisterschaft dient. Die Veranstaltung fand vom 18. zum 30. Mai 2010 in Russland statt. Den Wettbewerb entschied Italien für sich.
Unmittelbar danach fand in Argentinien die Juniorenweltmeisterschaft 2010 für höher eingestufte Mannschaften statt.

## Austragungsorte
Sämtliche Spiele wurden in Moskau ausgetragen, und zwar im Fili-Stadion oder im Slawa-Stadion.

## Teilnehmer
Acht Mannschaften nahmen am Turnier teil. Automatisch qualifiziert waren Russland als Gastgeber und Rumänien als Titelverteidiger. Weitere sechs Länder qualifizierten sich über kontinentale Meisterschaften in Afrika, Asien, Europa, Nordamerika, Ozeanien und Südamerika.
| Land            | Qualifiziert als                    |
| --------------- | ----------------------------------- |
| Italien         | Junioren-Europameister              |
| Japan           | von der ARFU bestimmter Teilnehmer  |
| Kanada          | von der NACRA bestimmter Teilnehmer |
| Papua-Neuguinea | Junioren-Ozeanienmeister            |
| Rumänien        | Titelverteidiger                    |
| Russland        | Gastgeber                           |
| Simbabwe        | Junioren-Afrikameister              |
| Uruguay         | Junioren-Südamerikameister          |

## Vorrunde
Modus:
- 4 Punkte bei einem Sieg
- 2 Punkte bei einem Unentschieden
- 1 Bonuspunkt für vier oder mehr Versuche, unabhängig vom Endstand
- 1 Bonuspunkt bei einer Niederlage mit sieben oder weniger Spielpunkten Unterschied

### Gruppe A
|    | Land            | Spiele | Siege | Unent. | Ndlg. | Spiel- punkte | Diff. | Bonus- punkte | Tabellen- punkte |
| -- | --------------- | ------ | ----- | ------ | ----- | ------------- | ----- | ------------- | ---------------- |
| 1. | Italien         | 3      | 3     | 0      | 0     | 120:19        | + 101 | 2             | 14               |
| 2. | Rumänien        | 3      | 2     | 0      | 1     | 70:54         | + 16  | 1             | 9                |
| 3. | Uruguay         | 3      | 1     | 0      | 2     | 66:45         | + 21  | 3             | 7                |
| 4. | Papua-Neuguinea | 3      | 0     | 0      | 3     | 26:164        | − 138 | 0             | 0                |

| 18. Mai 2010 16:00 MZ | Italien        | 74 : 0 | Papua-Neuguinea | Fili-Stadion, Moskau Schiedsrichter: Marcin Zeszutek (Polen) |
| 18. Mai 2010 16:00 MZ | (38:0) Bericht |        |                 | Fili-Stadion, Moskau Schiedsrichter: Marcin Zeszutek (Polen) |

| 18. Mai 2010 16:00 MZ | Uruguay       | 12 : 15 | Rumänien | Slawa-Stadion, Moskau Schiedsrichter: João Mourinha (Portugal) |
| 18. Mai 2010 16:00 MZ | (6:6) Bericht |         |          | Slawa-Stadion, Moskau Schiedsrichter: João Mourinha (Portugal) |

| 22. Mai 2010 14:00 MZ | Uruguay        | 42 : 14 | Papua-Neuguinea | Fili-Stadion, Moskau Schiedsrichter: Akihisa Aso (Japan) |
| 22. Mai 2010 14:00 MZ | (30:7) Bericht |         |                 | Fili-Stadion, Moskau Schiedsrichter: Akihisa Aso (Japan) |

| 22. Mai 2010 14:00 MZ | Italien        | 30 : 7 | Rumänien | Slawa-Stadion, Moskau Schiedsrichter: Mauro Rivera (Argentinien) |
| 22. Mai 2010 14:00 MZ | (11:0) Bericht |        |          | Slawa-Stadion, Moskau Schiedsrichter: Mauro Rivera (Argentinien) |

| 26. Mai 2010 16:00 MZ | Rumänien        | 48 : 12 | Papua-Neuguinea | Fili-Stadion, Moskau Schiedsrichter: Marius Mitrea (Italien) |
| 26. Mai 2010 16:00 MZ | (24:12) Bericht |         |                 | Fili-Stadion, Moskau Schiedsrichter: Marius Mitrea (Italien) |

| 26. Mai 2010 16:00 MZ | Italien       | 16 : 12 | Uruguay | Slawa-Stadion, Moskau Schiedsrichter: Akihisa Aso (Japan) |
| 26. Mai 2010 16:00 MZ | (3:6) Bericht |         |         | Slawa-Stadion, Moskau Schiedsrichter: Akihisa Aso (Japan) |

### Gruppe B
|    | Land     | Spiele | Siege | Unent. | Ndlg. | Spiel- punkte | Diff. | Bonus- punkte | Tabellen- punkte |
| -- | -------- | ------ | ----- | ------ | ----- | ------------- | ----- | ------------- | ---------------- |
| 1. | Japan    | 3      | 2     | 1      | 0     | 89:54         | + 35  | 1             | 11               |
| 2. | Russland | 3      | 2     | 0      | 1     | 55:65         | − 10  | 0             | 8                |
| 3. | Kanada   | 3      | 1     | 0      | 2     | 54:61         | − 7   | 1             | 5                |
| 4. | Simbabwe | 3      | 0     | 1      | 2     | 45:63         | − 18  | 1             | 3                |

| 18. Mai 2010 18:00 MZ | Kanada        | 22 : 6 | Simbabwe | Fili-Stadion, Moskau Schiedsrichter: Marius Mitrea (Italien) |
| 18. Mai 2010 18:00 MZ | (9:3) Bericht |        |          | Fili-Stadion, Moskau Schiedsrichter: Marius Mitrea (Italien) |

| 18. Mai 2010 18:15 MZ | Russland        | 17 : 31 | Japan | Slawa-Stadion, Moskau Schiedsrichter: Mauro Rivera (Argentinien) |
| 18. Mai 2010 18:15 MZ | (12:15) Bericht |         |       | Slawa-Stadion, Moskau Schiedsrichter: Mauro Rivera (Argentinien) |

| 22. Mai 2010 16:00 MZ | Japan           | 20 : 20 | Simbabwe | Fili-Stadion, Moskau Schiedsrichter: Napolioni Locoloco (Fidschi) |
| 22. Mai 2010 16:00 MZ | (13:10) Bericht |         |          | Fili-Stadion, Moskau Schiedsrichter: Napolioni Locoloco (Fidschi) |

| 22. Mai 2010 16:00 MZ | Russland      | 17 : 15 | Kanada | Slawa-Stadion, Moskau Schiedsrichter: João Mourinha (Portugal) |
| 22. Mai 2010 16:00 MZ | (0:0) Bericht |         |        | Slawa-Stadion, Moskau Schiedsrichter: João Mourinha (Portugal) |

| 26. Mai 2010 20:00 MZ | Simbabwe       | 21 : 19 | Russland | Fili-Stadion, Moskau Schiedsrichter: Marcin Zeszutek (Polen) |
| 26. Mai 2010 20:00 MZ | (14:6) Bericht |         |          | Fili-Stadion, Moskau Schiedsrichter: Marcin Zeszutek (Polen) |

| 26. Mai 2010 20:00 MZ | Kanada          | 17 : 38 | Japan | Slawa-Stadion, Moskau Schiedsrichter: Napolioni Locoloco (Fidschi) |
| 26. Mai 2010 20:00 MZ | (10:22) Bericht |         |       | Slawa-Stadion, Moskau Schiedsrichter: Napolioni Locoloco (Fidschi) |

## Finalrunde

### Spiel um Platz 7
| 30. Mai 2010 13:00 MZ | Papua-Neuguinea | 22 : 46 | Simbabwe | Fili-Stadion, Moskau Schiedsrichter: Marcin Zeszutek (Polen) |
| 30. Mai 2010 13:00 MZ | (10:29) Bericht |         |          | Fili-Stadion, Moskau Schiedsrichter: Marcin Zeszutek (Polen) |

### Spiel um Platz 5
| 30. Mai 2010 15:15 MZ | Uruguay       | 13 : 11 | Kanada | Fili-Stadion, Moskau Schiedsrichter: Marius Mitrea (Italien) |
| 30. Mai 2010 15:15 MZ | (3:6) Bericht |         |        | Fili-Stadion, Moskau Schiedsrichter: Marius Mitrea (Italien) |

### Spiel um Platz 3
| 30. Mai 2010 16:15 MZ | Rumänien       | 20 : 23 | Russland | Slawa-Stadion, Moskau Schiedsrichter: João Mourinha (Portugal) |
| 30. Mai 2010 16:15 MZ | (12:7) Bericht |         |          | Slawa-Stadion, Moskau Schiedsrichter: João Mourinha (Portugal) |

### Finale
| 30. Mai 2010 18:30 MZ | Italien        | 36 : 7 | Japan | Slawa-Stadion, Moskau Schiedsrichter: Napolioni Locoloco (Fidschi) |
| 30. Mai 2010 18:30 MZ | (15:0) Bericht |        |       | Slawa-Stadion, Moskau Schiedsrichter: Napolioni Locoloco (Fidschi) |

## Schlussplatzierungen
| Platz | Land            |
| ----- | --------------- |
| 01    | Italien         |
| 02    | Japan           |
| 03    | Russland        |
| 04    | Rumänien        |
| 05    | Uruguay         |
| 06    | Kanada          |
| 07    | Simbabwe        |
| 08    | Papua-Neuguinea |

Italien gewann das Turnier und nahm 2011 an der Juniorenweltmeisterschaft teil.